# Miltochrista shuotensis
Miltochrista shuotensis är en fjärilsart som beskrevs av Felix Bryk 1948. Miltochrista shuotensis ingår i släktet Miltochrista och familjen björnspinnare. Inga underarter finns listade i Catalogue of Life.